# بنجامین اچ. فریدمن
بنجامین اچ. فریدمن (انگلیسی: Benjamin H. Freedman؛ ۱۸۹۰ – ۱۹۸۴-۰۵) یک تاجر، یهودستیز و ضدصهیونیست آمریکایی بود. او یهودی زاده بوده و به مسیحیت کاتولیک گرویده بود.

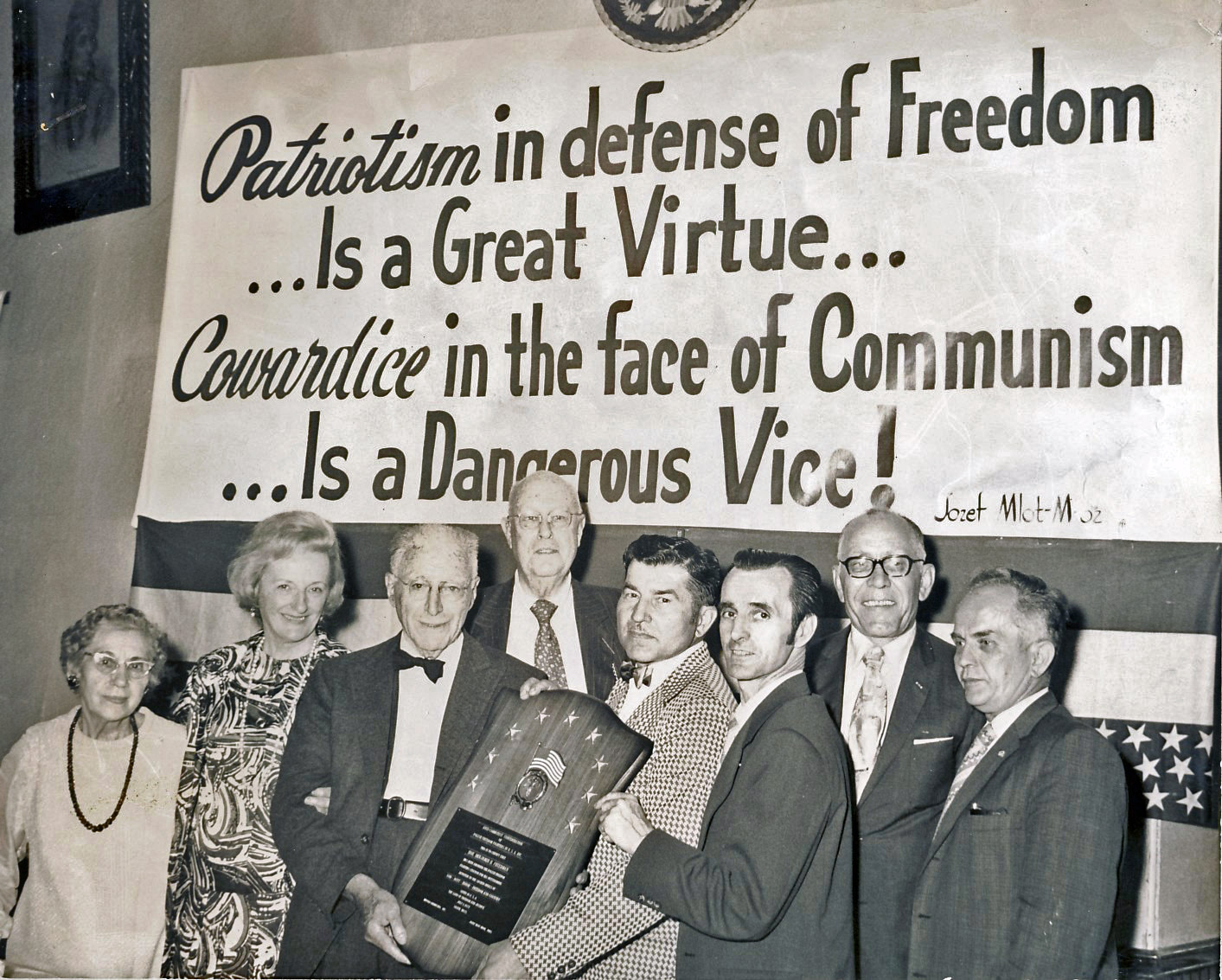
فریدمن در حال دریافت جایزه ضد کمونیسم از کمیته ضد کمونیست آزادیخواهان لهستان در سال ۱۹۷۲، همسر او رز شوئندورف در سمت چپ تصویر دیده میشود.

## زندگینامه
فریدمن بین سالهای ۱۹۲۵ تا ۱۹۳۷ با ساموئل لیدسدورف و جان وودبری در آزمایشگاه بیماریهای پوستی همکاری می‌کرد. در حدود سالهای ۱۹۴۶ او به همراه همسرش مقالاتی برای عدالت در فلسطین می‌نوشت. در سال ۱۹۴۶ او از کمیته یهودی-آمریکایی شکایت کرد ولیکن این شکایت یکماه بعد بسته شد.
او تأمین کننده منابع مالی برای کاند مک گینلی برای چاپ مجله یهودستیزانه حس معمول بود. در دادگاه مک گینلی به خاطر شکایت ربی جواخیم پرینز فریدمن به عنوان شاهد حاضر شد و گفت که او به مک گینلی مبلغی بین ۱۰ و ۱۰۰ هزار دلار کمک کرده است. پرینز از مک گینلی به خاطر اینکه به او برچسب کمونیست زده بود شکایت کرده بود.
فریدمن با انتخاب آنا روزنبرگ به سمت معاون وزیر دفاع در سال ۱۹۵۰ مخالف بود. اتحادیه ضد افترا مخالفتها با آنا روزنبرگ را نقشه سه فرد یهودستیز جان رانکین، بنجامین فریدمن و جرالد اسمیت میداند.
او تا دهه ۱۹۷۰ به طور سیاسی فعال بود. او در سال ۱۹۸۴ در سن ۹۴ سالگی درگذشت.